# Antoine Rossignol
Pour les articles homonymes, voir Rossignol (homonymie).
 (avril 2018).
Si vous disposez d'ouvrages ou d'articles de référence ou si vous connaissez des sites web de qualité traitant du thème abordé ici, merci de compléter l'article en donnant les références utiles à sa vérifiabilité et en les liant à la section « Notes et références ».
Antoine Rossignol (1589-1682) est un célèbre cryptologue français du XVIIe siècle. Il était aussi doué pour la cryptographie que pour la cryptanalyse. Il se mit au service de Richelieu, puis de Mazarin. Il fonda sous Louis XIV le Cabinet noir, qui fut continué par son fils et son petit-fils.

## Biographie
Antoine Rossignol est né en 1589 à Albi et mort en 1682 à Paris.
En avril 1626, Henri II de Bourbon-Condé, prince de Condé, mena un siège contre la ville huguenote de Réalmont. Les assiégeants interceptèrent une lettre chiffrée. Rossignol, alors mathématicien de 37 ans, qui avait la réputation de s'intéresser à ces choses, parvint rapidement à décrypter le code huguenot. Il révéla ainsi les difficultés rencontrées par les assiégés pour ravitailler en munitions, à travers les lignes de siège, une ville dont les stocks s'étaient épuisés. Le jour suivant, les assiégeants présentèrent le texte en clair au commandant de Réalmont, ainsi qu'une demande de reddition : les huguenots capitulèrent,.
La même année, lors du siège de La Rochelle, du fait de l'incapacité des cryptanalystes, le prince de Condé le recommanda au cardinal Richelieu. Grâce à sa réussite, Richelieu le conserva à son service jusqu'à son propre décès qui amena Antoine Rossignol à travailler pour le cardinal Mazarin.
Devenu Antoine Rossignol des Roches après avoir été anobli, il s'installe à Juvisy-sur-Orge, près de Paris, dans une maison de maître qui deviendra par la suite l'hôtel de ville de la commune ; il y reçoit Louis XIII à plusieurs reprises.
Rossignol améliora le système de chiffrement par substitution (nomenclateur) utilisé à la cour de France pour ses propres dépêches. Le nomenclateur était un système hybride entre code et chiffrement, dit « système à répertoires ». Des mots particulièrement importants entraient dans le code plutôt que de les énoncer, pendant que la majorité du message était chiffré simplement. Cette méthode de substitution, basée sur une table de chiffrement (ou dictionnaire chiffré) mettait en correspondance des mots entiers et particulièrement importants (noms de personnalités, de lieux…) avec leur équivalent codé. Avant, pour simplifier, l'ordre alphabétique des mots en clair correspondait de près à l'ordre de leurs correspondants codés; ainsi les mots codés pour « Artois », « Bavière », « Canon » et « Château » apparaîtraient dans ce même ordre. Rossignol insista pour changer cela et établir une correspondance désordonnée nécessitant l'utilisation de deux index, l'un pour aller du texte clair au code, l'autre pour l'inverse.
L'abbé François Le Métel de Boisrobert a écrit un poème à la gloire de Rossignol, Epistres en Vers.
Pendant le règne de Louis XIV, Antoine Rossignol et son fils, Bonaventure, ont travaillé aussi bien à leur domaine de Juvisy-sur-Orge que dans une chambre attenante au bureau du Roi, à Versailles ; c'est pour lui qu'ils conçurent le « Grand Chiffre ». Ils le connaissaient si bien qu'ils n'hésitèrent pas à coder les lettres, les notes de service et les archives. Ils lancèrent en France le Cabinet noir (fondé sous le ministère de Louvois) qui devint si éminent que son nom traduit en anglais par black chamber devint le terme international pour tout service du chiffre.
Antoine Rossignol, « conseiller du Roi », mourut en novembre 1682, âgé de quatre-vingt-treize ans selon le Mercure Galant du mois de décembre. Sa pension d'une somme inconnue passa alors à son fils.

## Descendance
Antoine Rossignol fut l'un des meilleurs experts de son temps en code et chiffrement, autant pour élaborer que pour décrypter des communications sécurisées. Il eut avec Catherine Quentin de Richebourg deux enfants : Charles-Bonaventure Rossignol et Dame Marie Rossignol. Le fils et le petit fils d'Antoine Rossignol ont continué la tradition en servant à leur tour la couronne de France.
- Antoine Rossignol (1589-1682),
  - Charles-Bonaventure Rossignol (1649-1705), son fils[5],
    - Antoine-Bonaventure Rossignol.

Charles-Bonaventure et Antoine-Bonaventure Rossignol obtinrent tous deux la charge de « président de la Cour des comptes ».
Quand Antoine-Bonaventure Rossignol mourut, le « Grand Chiffre » tomba en désuétude. Sans clé, ni même les bases du concept, il faudra trois années de travail à Étienne Bazeries vers la fin du XIXe siècle pour en venir à bout. Pendant ce temps, les historiens ne purent lire les archives diplomatiques françaises de l'époque.

## Usage du nom
Depuis le début du XVIIIe siècle, le mot "rossignol" est devenu un nom commun pour exprimer l'idée d'une clé ou d'un jeu de clés « passe-partout » pour ouvrir tout ce qui est verrouillé.